# St. Martin in Linden (Stöttwang)

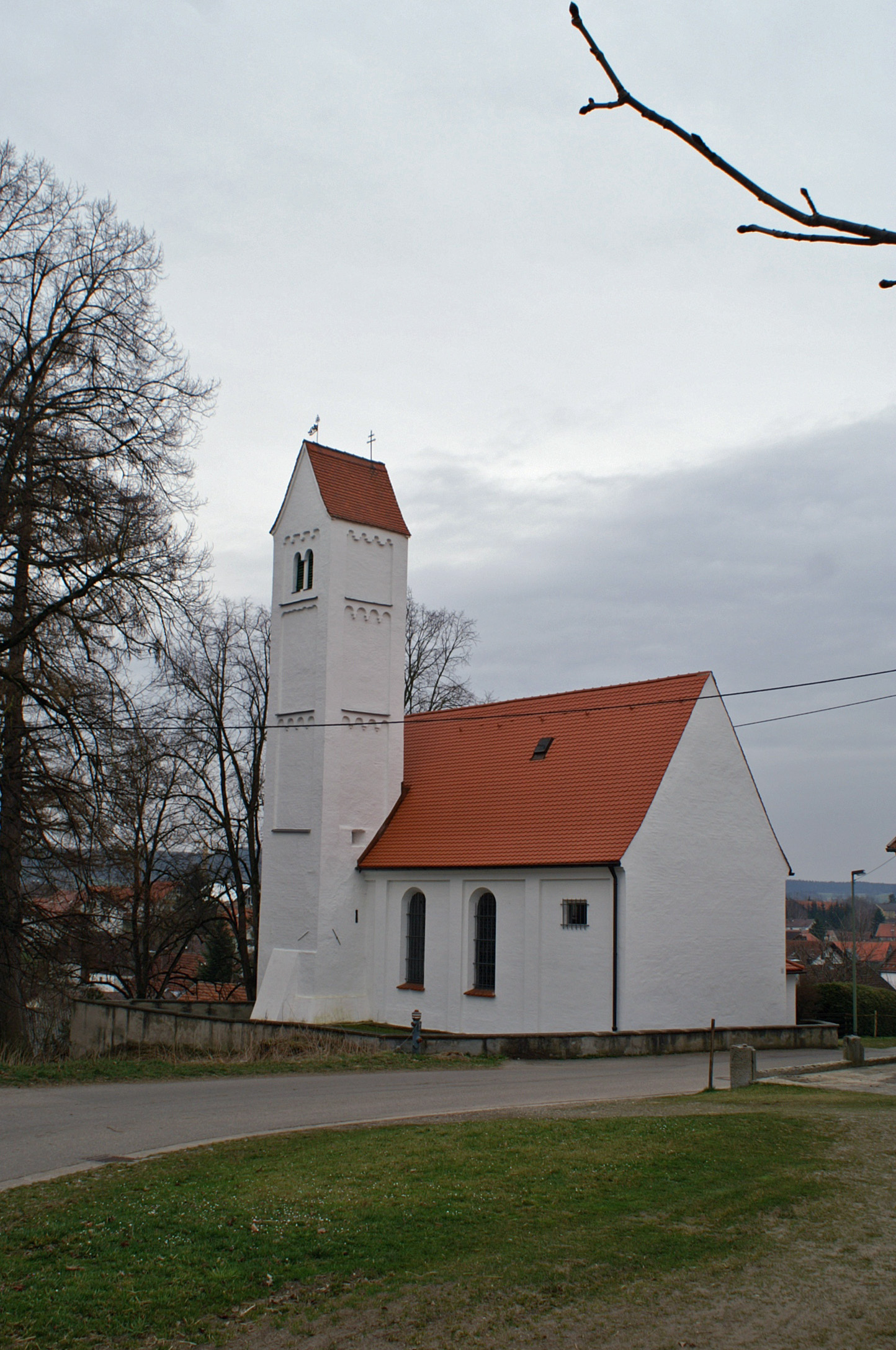
St. Martin in Linden in Stöttwang

St. Martin ist die römisch-katholische Filialkirche in Linden, einem Gemeindeteil von Stöttwang im schwäbischen Landkreis Ostallgäu in Bayern. Das denkmalgeschützte Bauwerk ist in der Liste der Baudenkmäler in Stöttwang als Baudenkmal unter der Nummer D-7-77-172-11 eingetragen.

## Beschreibung
Die spätgotische Saalkirche wurde um 1510 erbaut und im späten 17. Jahrhundert und wohl auch im 18. verändert. Sie besteht aus einem einschiffigen Langhaus, einem eingezogenen, dreiseitig geschlossenen Chor im Osten und einem Chorflankenturm an der Nordwand des Chors, dessen oberstes Geschoss den Glockenstuhl beherbergt, und der quer mit einem Satteldach bedeckt ist. Der Innenraum des Langhauses ist mit einer Flachdecke überspannt, der des Chors mit einem Stichkappengewölbe. In der Südwand des Langhauses ist eine Sakramentsnische. Im südlichen Fenster des Chors befindet sich eine Glasmalerei mit dem Wappen der Grafen von Grüningen-Landau.